# Junior Ogedi-Uzokwe
Junior Chukwuemeka Ogedi-Uzokwe (3 marzo 1994) è un calciatore inglese, attaccante del Karsiyaka Anamur.

## Carriera
Ha giocato nelle giovanili di Leyton Orient, Ilford e Millwall. Nella stagione 2013-2014 ha giocato a livello semiprofessionistico con Enfield, Aveley ed Hucknall Town, senza tuttavia trovare molto spazio; si è poi trasferito nell'area di Nottingham, dove ha giocato con le maglie di Carlton Town (in ottava divisione) e Gedling Miners Welfare (club di East Midlands Counties Football League, decima divisione inglese), prima di tornare nel sud dell'Inghilterra per giocare in National League South (sesta divisione) con l'Hayes & Yeading Utd, con cui ha realizzato una rete in 7 partite giocate. Ha poi giocato con il Barkingside in ottava divisione e con il Lewes in Isthmian League (settima divisione), per poi trascorrere la seconda metà della stagione 2015-2016 e l'intera stagione 2016-2017 a Cipro del Nord con il Türk Ocağı Limasol, con cui gioca nella prima divisione locale (non riconosciuta dalla FIFA e dalla UEFA) vincendo anche una coppa nazionale nella stagione 2016-2017.
Tornato in patria, si accasa nella Division One North della Isthmian League (ottava divisione) al Maldon & Tiptree; con questo club trascorre l'intera stagione 2017-2018, realizzando 26 reti in 25 partite di campionato, 4 reti in 3 partite di FA Cup e 4 reti in 3 presenze in FA Trophy che, unite ad una presenza nella Essex Senior Cup, lo portano ad un bilancio stagionale di 34 reti segnate in altrettante presenze tra tutte le competizioni ufficiali; il 3 gennaio 2018 sia lui che il suo compagno di squadra Ryan Gondoh vengono acquistati dal Colchester Utd, club della quarta divisione inglese, con cui l'attaccante firma un contratto della durata di un anno e mezzo. Il successivo 20 gennaio, all'età di 24 anni, fa quindi il suo esordio nel calcio professionistico inglese, subentrando dalla panchina nei minuti di recupero nella partita di campionato pareggiata per 1-1 in casa contro il Grimsby Town; il suo primo gol con la nuova maglia (che di fatto è anche il primo gol in una competizione professionistica riconosciuta da FIFA ed UEFA) arriva invece il 13 febbraio, quando nella vittoria casalinga per 2-1 sul Coventry City trasforma un calcio di rigore (in seguito nella stessa partita ha anche servito un assist al compagno di squadra Mikael Mandron), ed è anche la sua unica segnatura stagionale nelle 9 partite ufficiali giocate con la maglia degli U's.
Il 27 agosto 2018, dopo aver giocato un'ulteriore partita in quarta divisione con il Colchester United, viene ceduto in prestito fino al gennaio del 2019 ai londinesi del Bromley, militanti in quinta divisione; durante la sua permanenza segna in totale 6 reti in 25 partite di campionato giocate. Il 7 febbraio 2019, pochi giorni dopo la fine del prestito, è stato ceduto con la medesima formula (fino al 30 giugno 2019) al Derry City, club della prima divisione irlandese; il prestito viene successivamente esteso fino al termine della stagione (che in Irlanda coincide con l'anno solare) contestualmente ad un rinnovo contrattuale di un anno con il Colchester United. In questa stagione con 14 reti in 33 partite Ogedi-Uzowke vince il titolo di capocannoniere del campionato irlandese, contribuendo anche alla conquista di una qualificazione alla successiva edizione dell'Europa League; in aggiunta a queste reti va inoltre anche a segno per 2 volte in 3 presenze nella Coppa di Lega irlandese.
Terminato il prestito fa ritorno al Colchester United: dopo 2 sole partite giocate nel gennaio del 2020 viene ceduto all'Hapoel Hadera, con cui rimane fino al termine della stagione, giocando 5 partite nella prima divisione israeliana; nel luglio del 2020 passa agli Sligo Rovers, con cui rimane fino alla fine dell'anno solare, segnando 2 reti in 12 presenze nella prima divisione irlandese. Rimane in Irlanda anche nel 2021, firmando un contratto con il Dundalk, club con cui vince una Supercoppa d'Irlanda (competizione in cui scende anche in campo) e con cui realizza altre 2 reti in altre 12 presenze nella prima divisione locale. Il 1º luglio 2021 viene ceduto in prestito fino al termine della stagione al Derry City, con cui segna altre 6 reti in ulteriori 15 presenze. Gioca nella prima divisione irlandese anche nel 2022, anno in cui mette a segno 4 gol in 19 partite di campionato con i Bohemians.
Nel gennaio del 2023 firma un contratto della durata di un anno e mezzo con il Glentoran, club della prima divisione dell'Irlanda del Nord, con cui rimane in squadra per l'intera durata dell'accordo in questione, mettendo a segno 13 reti in 51 partite di campionato giocate (più 2 reti in 3 presenze nei play-off per la qualificazione alle coppe europee), a cui aggiunge anche una rete in 2 presenze nei turni preliminari della UEFA Europa Conference League 2023-2024. Nel luglio del 2024 firma un contratto fino a fine anno con il Galway Utd, con cui segna una sola rete (nella sua unica presenza stagionale in Coppa d'Irlanda) e con cui gioca 4 partite senza mai segnare nella prima divisione irlandese.
Nel gennaio del 2025 fa ritorno a Cipro del Nord, sempre nella prima divisione locale, con il Karsiyaka Anamur.

## Palmarès

### Club

#### Competizioni nazionali
- Coppa di Cipro del Nord: 1

Türk Ocağı Limasol: 2016-2017
- Supercoppa d'Irlanda: 1

Dundalk: 2021

### Individuale
- Capocannoniere del campionato irlandese: 1

2019 (14 reti)